# Agrostis himalayana
Agrostis himalayana är en gräsart som beskrevs av Norman Loftus Bor. Agrostis himalayana ingår i släktet ven, och familjen gräs. Inga underarter finns listade i Catalogue of Life.